# Wohlfahrtia
Genre
Synonymes
- Afrowohlfahrtia Townsend, 1919
- Bracia Enderlein, 1934
- Disjunctio Pandellé, 1894
- Eubracia Enderlein, 1934
- Hemibracia Enderlein, 1934
- Pandellea Enderlein, 1934
- Paraphyto Coquillett, 1895
- Wohfartia Mattos, 1926

Wohlfahrtia est un genre de mouches de l'ordre des diptères et de la famille des Sarcophagidae. De nombreuses espèces produisent des myiases nommées wohlfahrtiose, chez les ovins, caprins, bovins, équins camélidés et canins et plus rarement chez les humains. Dans de tel cas, les larves se développent au sein de l'hôte à partir des zones lésées ou à la peau fine (anus, appareils génitaux, pourtour des yeux, sabots). Ce parasitisme peut devenir grave et causé la mort des individus infectés en particulier les moutons. Les espèces Wohlfahrtia vigil en Amérique du Nord et Wohlfahrtia magnifica en Europe sont particulièrement incriminées.

## Espèces européennes
Selon Fauna Europaea (14 février 2019) :
- Wohlfahrtia balassogloi (Portschinsky, 1881)
- Wohlfahrtia bella (Macquart, 1839)
- Wohlfahrtia indigens Villeneuve, 1928
- Wohlfahrtia intermedia (Portschinsky, 1887)
- Wohlfahrtia magnifica (Schiner, 1862)
- Wohlfahrtia nuba (Wiedemann, 1830)
- Wohlfahrtia trina (Wiedemann, 1830)
- Wohlfahrtia vigil (Walker, 1849)

## Ensemble des espèces
Selon Animal Diversity Web (14 février 2019), GBIF (14 février 2019) et EOL (14 février 2019)
- Wohlfahrtia africana Verves, 1985
- Wohlfahrtia aschersoni (Enderlein, 1934)
- Wohlfahrtia atra Aldrich, 1926
- Wohlfahrtia balassogloi (Portschinsky, 1881)
- Wohlfahrtia bella (Macquart, 1839)
- Wohlfahrtia brevicornis Cha & Zhang, 1996
- Wohlfahrtia brunnipalpis (Macquart, 1851)
- Wohlfahrtia cheni Rohdendorf, 1956
- Wohlfahrtia erythrocera Villeneuve, 1910
- Wohlfahrtia fedtschenkoi Rohdendorf, 1956
- Wohlfahrtia grunini Rohdendorf, 1969
- Wohlfahrtia hirtiparafacialis Cha & Zhang, 1996
- Wohlfahrtia ilanramoni Lehrer, 2003
- Wohlfahrtia indigens Villeneuve, 1928
- Wohlfahrtia intermedia (Portschinsky, 1887)
- Wohlfahrtia magnifica (Schiner, 1861)
- Wohlfahrtia musiva Séguy, 1953
- Wohlfahrtia nuba (Wiedemann, 1830)
- Wohlfahrtia pachytyli (Townsend, 1919)
- Wohlfahrtia pavlovskyi Rohdendorf, 1956
- Wohlfahrtia seguiy Salem, 1938
- Wohlfahrtia smarti Salem, 1938
- Wohlfahrtia stackelbergi Rohdendorf, 1956
- Wohlfahrtia trina (Wiedemann, 1830)
- Wohlfahrtia triquetra Séguy, 1933
- Wohlfahrtia vigil (Walker, 1849)
- Wohlfahrtia villeneuvi Salem, 1938

## Systématique
Le nom valide complet (avec auteur) de ce taxon est Wohlfahrtia Brauer & Bergenstamm, 1889.